# سلوى محمصاني مومنة
سَلوى مَحمَصاني مومْنة (1908 - 1957) ناشطة حقوق المرأة وكاتبة قصصية لبنانية. ولدت في بيروت ونشأت بها. درست الابتدائية في مدرسة جمعية المقاصد الخيرية الإسلامية للبنات . تعلمت الأدب العربي على جوليا طعمة وسلمى الصائغ واللغة العربية على مصطفى الغلاييني. تابعت دراستها في مدرسة مار يوسف فتعلمت الفرنسية. ثم اشتغلت بالتدريس اللغة العربية لمدة ثلاثة عشر عاما. نشرت مقالاتها الأدبية في الصحف العربية مثل «المرأة الجديدة» المصرية. كانت نائبة رئيسة «جامعة نساء لبنان». تعتبر من الرائدات الأوائل للحركة النسائية اللبنانية. لها «مع الحياة» (1956) وهي مجموعة قصصية تتضمن 15 قصة قصيرة تتناول مواضيع اجتماعية وأسرية.

## سيرتها
ولد سلوى محمصاني مومْنة سنة 1908 م/ 1326 هـ في بيروت مركز سنجق بيروت وعاصمة ولاية بيروت العثمانية ونشأت في عائلة معروفة مسلمة أحبت العلم وبرزت عدد من رجالها في الحقوق والقضاء.  تعلمت سلوى محمصاني في كلية المقاصد الإسلامية للبنات وكلية مار يوسف الفرنسية للبنات فدرست الدروس الثانوية ونالت «الدبلوم». درست الأدب العربي على يد جوليا طعمة وسلمى الصائغ واللغة العربية على مصطفى الغلاييني عامي 1928-1929. 

مارست مهنة التعليم فدرّست اللغة العربية في مدرسة فاطمة الزهراء ثم عيّنت مديرة لها ثم في كلية المقاصد الإسلامية للبنات مدة ثلاث عشرة سنة. 

توفيت سنة 1957م / 1376 هـ. 

## مهنتها
أصدرت مجموعة قصصية واحدة بعنوان «مع الحياة» وتركت عددًا من المقالات النقدية والاجتماعية المنشورة في الصحف والمجلات، دافعت فيها عن حقوق المرأة العربية والبنانية. 

### الحقوقية
ساهمت في أنشطة حقوقية للمرأة اللبنانية في جمعيات عدة أخصها جامعة نساء لبنان، حيث شغلت منصب أمينة السر ونائبة الرئيسة، وكانت في الهيئة الإدارية لجامعة الهيئات النسائية. ساهمت في عدة مؤتمرات ممثلة المرأة اللبنانية، منها مؤتمر الاتحاد النسائي في الأونسكو عام 1949، حيث مثلت لبنان وألقت محاضرة عنوانها «المرأة في السياسة والاجتماع». انتدبت لتمثيل لبنان أكثر من مرة في اجتماعات حلقة الدراسات التربوية والاجتماعية للشرق الأوسط، منها: مندوبة جامعة الهيئات النسائية في مؤتمر الاتحاد النسائي العربي العام المنعقد في عاليه عام 1950 وكذلك في بيروت عام 1954.  وفي رأي عيسى فتوح «لقد كان هدف سلوى محمصاني مومنه اصلاح المجتمع، بدءًا بالفرد، فإذا حرص الفرد على ضبط سلوكه، وتقييد تصرفاته، ووجهها نحو الأكمل والأفضل والأحسن، اقتربنا من المجتمع المنشود.»

### الأدبية
اهتمت بالكتابة في سن مبكرة. وأول ما كتبت ونشرت في مجلة «المرأة الجديدة» لصاحبتها جوليا طعمة دمشقية. اهتمت بالأطفال في أدبها للكبار، خاصة في قصتها «الصبي» من كتابها «مع الحياة»، وهو مجموعة قصص اجتماعية وتربوية وإنسانية عبرت فيها عن آرائها ونظرتها للحياة عن طريق القصة القصيرة وغلب عليه طابع السرد. ولها أيضًا مجموعة قصصية مخطوطة بعنوان «عبر الدروب». قالت عنها إميلي فارس إبراهيم «أما الطابع الغالب على أسلوبها فهو طابع ادخال الخواطر الخاصة في قالب قصة واستخراج العبرة والخروج دومًا بعد التحليل، إلى نتيجة يحس فيها القاريء الكثير من العطف على صغار أو ضحايا مكيدة واستعدادًا للصفح عن أشرار أو طامعين بمغانم، وذلك بصرف النظر عن شروط القصة من حيث الأسلوب أو العقدة أو سياق الحوادث.» 

ثم نشرت مقالاتها في جريدة «السياسة الأسبوعية» المصرية تحت اسم مستعار، ثم مجلة «صوت المرأة» اللبنانية.

## حياتها الشخصية
تزوجت سنة 1941 من محمد عزيز مومنة ( 1896 - ؟)، صاحب المدرسة العزيزية في البسطة، التي كانت له فيها معاونة. ولم يرزقا الأولاد. 

## وصلات خارجية
- في موقع الأرشيف المجلات